# Open de Nice Côte d'Azur 2016
L'Open de Nice Côte d'Azur 2016 è stata la 31ª edizione del torneo ATP Nizza. Fa parte dell'ATP Tour 250 nell'ambito dell'ATP World Tour 2016. Il torneo si è giocato sulla terra rossa del Nice Lawn Tennis Club, in Francia, dal 15 al 21 maggio 2016.

## Partecipanti ATP

### Teste di serie
| Nazione    | Giocatore        | Ranking* | Testa di serie |
| ---------- | ---------------- | -------- | -------------- |
| Austria    | Dominic Thiem    | 15       | 1              |
| Francia    | Gilles Simon     | 18       | 2              |
| Sudafrica  | Kevin Anderson   | 19       | 3              |
| Francia    | Benoît Paire     | 21       | 4              |
| Portogallo | João Sousa       | 30       | 5              |
| Italia     | Fabio Fognini    | 31       | 6              |
| Italia     | Andreas Seppi    | 42       | 7              |
| Germania   | Alexander Zverev | 44       | 8              |

* Ranking del 9 maggio 2016.

### Altri partecipanti
I seguenti giocatori hanno ricevuto una wild card per il tabellone principale:
- Kevin Anderson
- Fabio Fognini
- Quentin Halys

Il seguente giocatore è entrato in tabellone con il ranking protetto:
- Brian Baker

I seguenti giocatori sono passati dalle qualificazioni:

- Kyle Edmund
- Daniil Medvedev
- Diego Schwartzman
- Donald Young

## Campioni

### Singolare maschile
Dominic Thiem ha sconfitto in finale  Alexander Zverev con il punteggio di 6-4, 3-6, 6-0.
- È il sesto titolo in carriera per Thiem, terzo della stagione e secondo consecutivo a Nizza.

### Doppio maschile
Juan Sebastián Cabal /  Robert Farah hanno sconfitto in finale  Mate Pavić /  Michael Venus con il punteggio di 4-6, 6-4, [10-8].